# Colibrí ermità gorjagrís
El colibrí ermità gorjagrís (Phaethornis griseogularis) és una espècie d'ocell de la família dels troquílids (Trochilidae) que habita des del sud i est de Colòmbia, sud de Veneçuela i nord-oest del Brasil fins l'est de l'Equador i est i nord-oest del Perú.